# Дужа Марія Теодорівна
Марія Теодорівна Дужа (2 лютого 1925, Речичани — пом. 13 квітня 2019, Львів) — громадсько-політична діячка, дружина референта пропаганди ОУН Петра Дужого, політв'язень.

## Життєпис

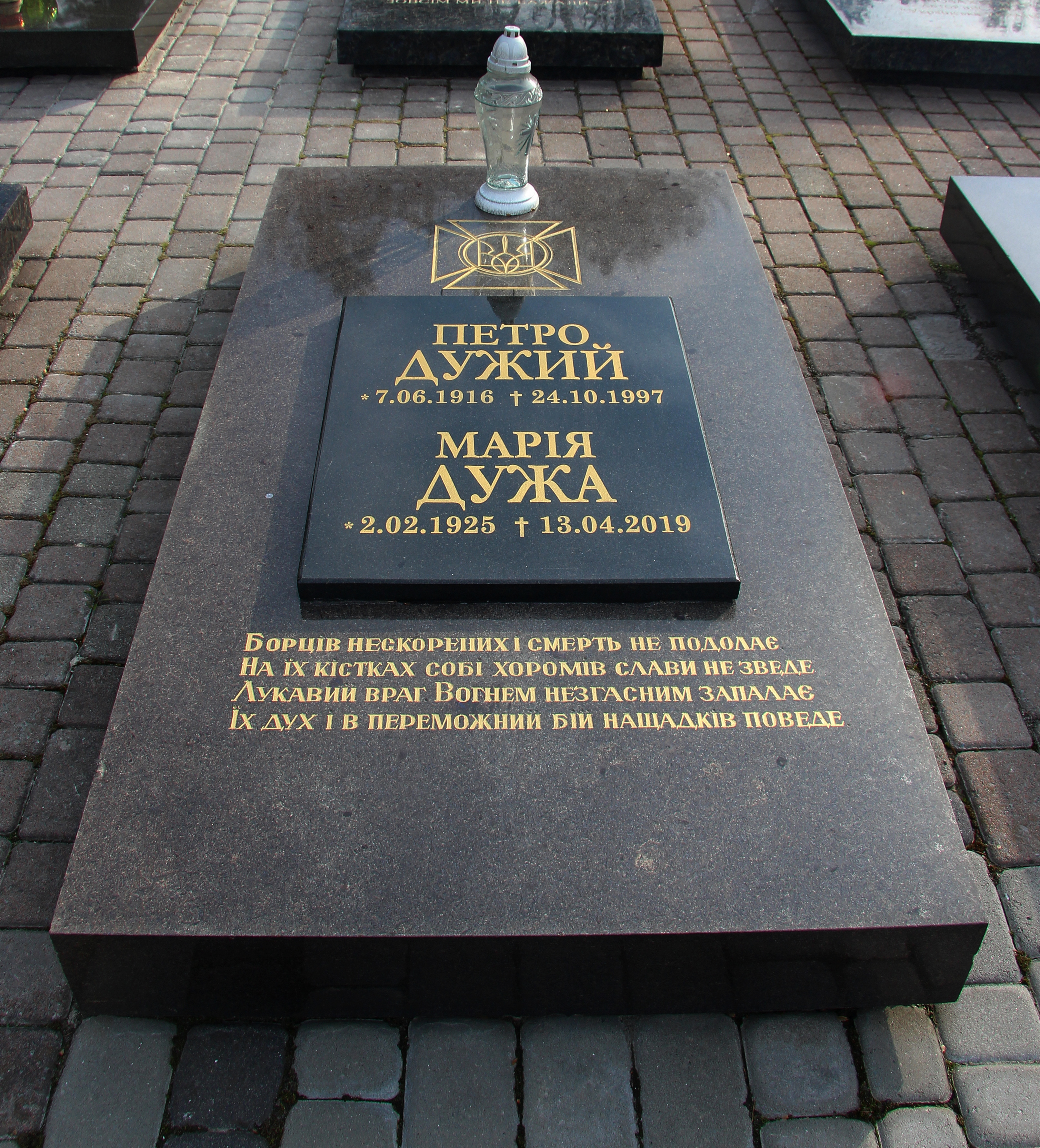
Могила Марії та Петра Дужих на полі почесних поховань № 67 Личаківського цвинтаря

Народилася 2 лютого 1925 року в селі Речичани Львівського воєводства (сучасний Городоцький район на Львівщині) у сім'ї Теодора та Оксани Макогонів. 1928 року переїхала з батьками до Львова. Навчалась у львівській початковій школі імені Маркіяна Шашкевича. 1937 року вступила до гімназії «Рідна школа» Іллі та Іванни Кокорудзів. Належала до організації «Сокіл-Батько». З 1942 року — член Юнацтва ОУН. 1944 року одружилася з Володимиром Панасом, керівником Північного окружного Проводу ОУН, який загинув 21 березня 1953 року в бою з НКВС.
Заарештована органами МВС 2 листопада 1948 року. Перебувала в тюрмі на Лонцького у Львові. Відповідно до рішення комісії Особливої наради при МДБ СРСР від 08.06.1949 засуджена за ст. 54-1 «а» КК УРСР («зрада батьківщини») та ст. 54-11 («участь у контрреволюційній організації») до 10 років позбавлення волі. Відбувала покарання в таборах ГУЛАГу на Колимі. Звільнена у 1956 році. Не отримавши прописки у Львові, у 1957—1964 роках жила у Воркуті (Комі АРСР).
До Львова повернулась 1964 року, за рік вдруге вийшла заміж — за Петра Дужого. З чоловіком виховувала доньок Ларису та Мирославу (від першого шлюбу Петра Дужого і Марії Дужої (Юрчак), яка померла від хвороби). 1966 року закінчила навчання при Центральному статистичному управлінні за спеціальністю «Бухгалтер».
Марія Дужа була активним членом Львівського обласного Товариства політичних в'язнів і репресованих з перших днів його заснування. Пані Марія була упорядником книг покійного чоловіка Петра Дужого (поезія «Біль та гнів», двотомне видання «Українська справа вчора і сьогодні»), була залучена до виховного процесу шкільної та студентської молоді. Працювала над багатотомним виданням «У боротьбі за волю України» видавництва Львівського обласного Товариства політичних в'язнів.
Останні роки свого життя мешкала у Львові. Мала бабусею 5 онуків та 8 правнуків. 
Померла 13 квітня 2019 року у Львові. Була похована 16 квітня в одній могилі з чоловіком на полі почесних поховань № 67 Личаківського цвинтаря.

## Нагороди
- 20 січня 2006 році була нагороджена Президентом Ющенком Орденом Княгині Ольги ІІІ ступеня[2], також отримала почесні грамоти та відзнаки ЛОДА, ЛОР, ЛМР, Всеукраїнського товариства політичних в'язнів і репресованих.
- 30 червня 2016 року «за визначний внесок у національне відродження України, активну громадянську та життєву позицію та з нагоди 75-ї річниці проголошення Акту відновлення Української Державності», міський голова Андрій Садовий нагородив Марію Дужу відзнакою імені Олени Степанівни[3].

## Спогади та свідчення
Спогади Марії Дужої про Львів були записані для документального фільму "Золотий вересень. Хроніка Галичини 1939-1941" режисера Тараса Химича, який вийшов 23 вересня 2010 року.